# 李待問 (萬曆進士)
李待问（?—?），字献衷，號葵孺，广东南海佛山镇人。明朝政治人物，萬曆甲辰進士出身，官至戶部尚書。

## 生平
萬曆三十一年癸卯科舉人，三十二年（1604年），登甲辰科進士，擔任福建连城縣、沙县知縣。萬曆三十五年，擔任晋江县知縣，三十七年充本省同考，為官頗有成績。三十八年起补礼部主客司主事，调吏部验封司，历任考功司、文选司。四十三年升稽勲司郎中，給假歸省。四十八年起为文选司郎中，天啓元年考察免官。天啟二年，復起擔任太常寺少卿，四年丁忧归。六年起任都察院右佥都御史、应天巡抚。崇禎元年（1628年）擔任戶部右侍郎、兼都察院右僉都御史、提督漕運巡撫鳳陽。崇禎十一年，擔任戶部尚書，四年加升户部尚書銜。卒赠太子太保，谥忠定，赐祭葬。

## 家族
子李象蒙，国子监博士；李象家，内阁中书；李象颐，荫生，兵部司务。孙李锡瓒，康熙甲子举人。曾孙李绍祖，康熙丙子经魁，任永新令。